# Schermen op de Olympische Zomerspelen 2020
Schermen is een van de sporten die beoefend werden op de Olympische Zomerspelen 2020 in Tokio, Japan. De wedstrijden vonden van 24 juli tot en met 1 augustus plaats in de Makuhari Messe. Deze sporttak omvat de disciplines degen, floret en sabel waarbij zowel door mannen als vrouwen individueel als in teamverband wordt uitgekomen.
Het IOC had het maximaal aantal deelnemers beperkt tot 212 atleten. Zowel bij de mannen als de vrouwen namen 106 deelnemers deel, waarbij het gastland Japan gegarandeerd acht plaatsen (m/v) kreeg toebedeeld.
Tevens heeft het IOC het roulatiesysteem laten vallen waardoor er twee extra teamonderdelen op het programma staan.

## Schema
| Onderdeel          | 24 | 25 | 26 | 27 | 28 | 29 | 30 | 31 | 1 | Totaal |
| ------------------ | -- | -- | -- | -- | -- | -- | -- | -- | - | ------ |
| degen individueel  | v  | m  |    |    |    |    |    |    |   | 2      |
| degen team         |    |    |    | v  |    |    | m  |    |   | 2      |
| floret individueel |    | v  | m  |    |    |    |    |    |   | 2      |
| floret team        |    |    |    |    |    | v  |    |    | m | 2      |
| sabel individueel  | m  |    | v  |    |    |    |    |    |   | 2      |
| sabel team         |    |    |    |    | m  |    |    | v  |   | 2      |
| Totaal             | 2  | 2  | 2  | 1  | 1  | 1  | 1  | 1  | 1 | 12     |

## Medailles

### Mannen
| Onderdeel   | Goud | Goud                                                      | Zilver | Zilver                                                               | Brons | Brons                                                       |
| ----------- | ---- | --------------------------------------------------------- | ------ | -------------------------------------------------------------------- | ----- | ----------------------------------------------------------- |
| Degen       | FRA  | Romain Cannone                                            | HUN    | Gergely Siklósi                                                      | UKR   | Igor Rejzlin                                                |
| Degen team  | JPN  | Koki Kano Kazuyasu Minobe Satoru Uyama Masaru Yamada      | ROC    | Sergei Bida Nikita Glazkov Sergei Chodos Pavel Soechov               | KOR   | Kweon Young-jun Ma Se-geon Park Sang-young Song Jae-ho      |
| Floret      | HKG  | Cheung Ka-long                                            | ITA    | Daniele Garozzo                                                      | CZE   | Alexander Choupenitch                                       |
| Floret team | FRA  | Erwann Le Péchoux Enzo Lefort Julien Mertine Maxime Pauty | ROC    | Anton Borodatsjev Kirill Borodatsjev Timoer Safin Vladislav Mylnikov | USA   | Race Imboden Nick Itkin Alexander Massialas Gerek Meinhardt |
| Sabel       | HUN  | Áron Szilágyi                                             | ITA    | Luigi Samele                                                         | KOR   | Kim Jung-hwan                                               |
| Sabel team  | KOR  | Gu Bon-gil Kim Jun-ho Kim Jung-hwan Oh Sang-uk            | ITA    | Enrico Berrè Luca Curatoli Aldo Montano Luigi Samele                 | HUN   | Tamás Decsi Csanád Gémesi András Szatmári Áron Szilágyi     |

### Vrouwen
| Onderdeel   | Goud | Goud                                                                         | Zilver | Zilver                                                    | Brons | Brons                                                            |
| ----------- | ---- | ---------------------------------------------------------------------------- | ------ | --------------------------------------------------------- | ----- | ---------------------------------------------------------------- |
| Degen       | CHN  | Sun Yiwen                                                                    | ROU    | Ana Maria Popescu                                         | EST   | Katrina Lehis                                                    |
| Degen team  | EST  | Julia Beljajeva Irina Embrich Erika Kirpu Katrina Lehis                      | KOR    | Choi In-jeong Kang Young-mi Lee Hye-in Song Se-ra         | ITA   | Rossella Fiamingo Federica Isola Mara Navarria Alberta Santuccio |
| Floret      | USA  | Lee Kiefer                                                                   | ROC    | Inna Deriglazova                                          | ROC   | Larissa Korobejnikova                                            |
| Floret team | ROC  | Inna Deriglazova Larissa Korobejnikova Marta Martjanova Adelina Zagidoellina | FRA    | Anita Blaze Pauline Ranvier Ysaora Thibus                 | ITA   | Martina Batini Erica Cipressa Arianna Errigo Alice Volpi         |
| Sabel       | ROC  | Sofia Pozdnjakova                                                            | ROC    | Sofja Velikaja                                            | FRA   | Manon Brunet                                                     |
| Sabel team  | ROC  | Olga Nikitina Sofia Pozdnjakova Sofja Velikaja                               | FRA    | Cécilia Berder Manon Brunet Charlotte Lembach Sara Balzer | KOR   | Choi Soo-yeon Kim Ji-yeon Seo Ji-yeon Yoon Ji-su                 |

### Medaillespiegel
| Plaats | Land             | NOC    | Goud | Zilver | Brons | Totaal |
| ------ | ---------------- | ------ | ---- | ------ | ----- | ------ |
| 1      | Russische ploeg  | ROC    | 3    | 4      | 1     | 8      |
| 2      | Frankrijk        | FRA    | 2    | 2      | 1     | 5      |
| 3      | Zuid-Korea       | KOR    | 1    | 1      | 3     | 5      |
| 4      | Hongarije        | HUN    | 1    | 1      | 1     | 3      |
| 5      | Estland          | EST    | 1    | 0      | 1     | 2      |
| 5      | Verenigde Staten | USA    | 1    | 0      | 1     | 2      |
| 7      | China            | CHN    | 1    | 0      | 0     | 1      |
| 7      | Hongkong         | HKG    | 1    | 0      | 0     | 1      |
| 7      | Japan            | JPN    | 1    | 0      | 0     | 1      |
| 10     | Italië           | ITA    | 0    | 3      | 2     | 5      |
| 11     | Roemenië         | ROM    | 0    | 1      | 0     | 1      |
| 12     | Tsjechië         | CZE    | 0    | 0      | 1     | 1      |
| 12     | Oekraïne         | UKR    | 0    | 0      | 1     | 1      |
| Totaal | Totaal           | Totaal | 12   | 12     | 12    | 36     |